# Manuel Lopez (Schauspieler)

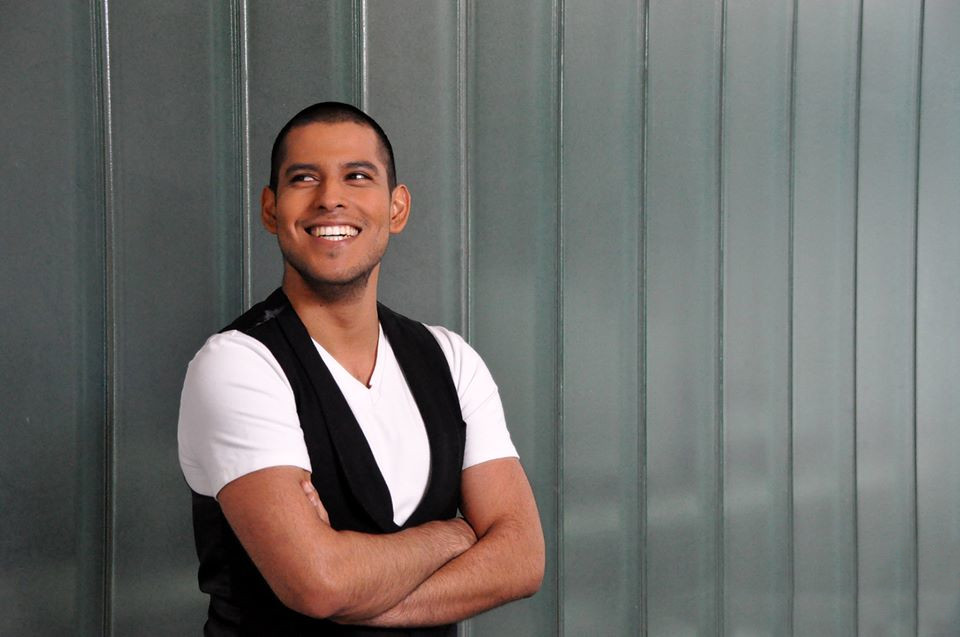

Manuel Lopez, auch Frederik Manuel Laube, (* 11. September vor 1996 in Guatemala-Stadt) ist ein deutscher Musiktheaterdarsteller.

## Leben
Lopez wurde mit einem knappen Jahr von einer deutschen Familie adoptiert. Er wuchs in Bad Vilbel auf. Ab dem Alter von sieben Jahren besuchte er die Musikschule Bad Vilbel, wo er neben klassischem Chorgesang unterschiedliche Instrumente, wie Cello, Blockflöte, Schlagzeug, Klavier und Gitarre erlernte.
Im Jahr 2003 bekam er durch den Vil-Bel-Canto Chor die Möglichkeit, als Chormitglied bei den Open Air Burgfestspielen Bad Vilbel 2003/04 in dem Musical Evita mitzuwirken. Noch im gleichen Jahr begann er mit Einzelgesangsunterricht im Fach Musical. Zusätzlich nahm er Tanzunterricht und war auch als Trainer tätig. Nach Abschluss der High School (Hauptfach Chor) in Michigan (USA) spielte er 2007 bei den Open Air Burgfestspielen Bad Vilbel die Rolle des Jüngers Johannes in dem Musical JesusChristSuperstar. In dem darauffolgenden Jahr war er im Ensemble bei Jekyll & Hyde.
Danach machte er eine dreijährige Ausbildung zum professionellen Musiktheaterdarsteller an der Hamburg School of Entertainment (HSE), die er im Juli 2012 erfolgreich beendete. Neben schulischen Projekten wie Campiello, Der Bürger als Edelmann, Take of with us, Rhythm of Life und dem Vocal Ensemble der HSE, sammelte er weitere Erfahrungen als Solist und Choreograph bei der Uraufführung der Großstadtoper Morgen war noch nie, in Kooperation mit der Staatlichen Jugendmusikschule Hamburg.
Noch während seiner Ausbildung engagierte ihn das Schmidt Theater. In seinem ersten festen Engagement war er Solist in der 1970er-Jahre-Schlagerrevue Karamba und der Schlagersause, die im hessischen Mühlheim gastierte. Zuvor vertrat er die Hamburg School of Entertainment bei der Privatschulpräsentation der ZAV (Zentrale Agentur für Arbeitsvermittlung – Künstlervermittlung). Im April 2013 bekam er seine erste Hauptrolle bei der Welturaufführung des Familienmusicals von YAKARI – Freunde fürs Leben, dort verkörperte er die Rolle des Indianerjungen Yakari und tourte mit dem Musical durch verschiedene Städte Deutschlands. Anlässlich des 25. Geburtstages des Schmidt Theaters im Sommer 2013 war er als Gesangssolist in verschiedenen Rollen bei der Schmidtparade zu sehen.
Von Februar bis April 2014 wirkte er als Solist bei der Musical Dinner Show mit. Anfang März 2014 verkörperte er die Rolle des Jüngers Simon in dem Musical von Andrew Lloyd Webber "Jesus Christ Superstar. Im Sommer 2014 spielte er in Erstbesetzung die Rolle des Sklaven Mereb in AIDA – Das Musical von Elton John und Tim Rice auf der Thuner Seebühne. In dem Dreamworks Musical SHREK war er als Swing und Cover Esel von Oktober 2014 bis März 2015 Teil des Musicals. Nachdem das Dreamworks Musical SHREK sich im Januar 2015 aus Düsseldorf verabschiedete, tourte Manuel mit dem Musical durch Berlin, München, Zürich und Wien. Bei den Sommerfestspielen des Landestheater Dinkelsbühl übernahm er von Juni bis August 2015 in der Open-Air-Inszenierung von JESUS CHRIST SUPERSTAR die Rolle des Jüngers Simon. Parallel war Manuel in der Transvestit-Komödie Ganze Kerle! von Kerry Renard in seinem ersten Schauspiel zu sehen, wo er in der Rolle des Paketboten Manuel Rodriguez auch als Frau auf der Bühne stand. Als Che spielte er im Musical von Andrew Lloyd Webber Evita vom Dezember 2015 bis Januar 2016 im alten Schauspielhaus in Stuttgart.
Im Sommer 2016 kehrte Lopez erneut auf die Bühne des kleinen Dinkelsbühler Landestheaters zurück, wo er in der Deutschen Erstaufführung von Andy Hallwaxx "HERE WE ARE! the Andrew Sisters" die Rolle des Friseurs VIC Schön übernahm. Von Anfang Juni bis August 2016 wirkte er in der Inszenierung von Peter Cahn in seinem zweiten Schauspiel mit. Unter der Regie von Urs Alexander Schleiff konnte man ihn im Musical Der kleine Horrorladen sehen, dort lieh er der fleischfressenden Monsterpflanze Audrey Zwo seine Stimme. Zusammen mit Musical-Kollegin Katharina Felling zeigte er sich auch für die Choreografie des Stückes verantwortlich. Im Rahmen der Sommerfestspiele wurde das Musical von Mitte Juni bis Ende Juli 2016 auf der überdachten Freilichtbühne am Wehrgang in Dinkelsbühl aufgeführt.

## Auftritte
Oper, Musical & Show
- Mitte Juni – Ende Juli 2016 – Musical Der kleine Horrorladen von Komponisten Alan Menken und des Librettisten Howard Ashman – Landestheater Dinkelsbühl – Sommerfestspiele, Rolle: Monsterpflanze Audrey Zwo, Stimme. Choreografie: Manuel Lopez und Katharina Felling.
- Anfang Juni – August 2016 – deutsche Erstaufführung von Andy Hallwaxx "Here We Are The Andrews Sisters", Landestheater Dinkelsbühl – Sommerfestspiele, Rolle: Friseur VIC Schön
- Mitte Dezember 2015 – Ende Januar 2016 – Andrew Lloyd Webber Musical Evita im alten Schauspielhaus Stuttgart, Rolle: Che
- Mitte Juni – August 2015 – Transvestit-Komödie Ganze Kerle!, Landestheater Dinkelsbühl – Sommerfestspiele, Rolle: Paketbote Manuel Rodriguez
- Anfang Juni – August 2015 – Jesus Christ Superstar, Landestheater Dinkelsbühl – Sommerfestspiele, Rolle: Jüngers Simon
- Februar – März 2015 – Dreamworks Musical Shrek, Theater 11 in Zürich, Position Swing / Cover Esel
- Oktober 2014 – Januar 2015 – Dreamworks Musical Shrek, Capitol Theater Düsseldorf, Position Swing / Cover Esel
- Juli – August 2014 Aida, Thuner Seebühne. Rolle: Sklaven Mereb (Erstbesetzung)
- März 2014 Jesus Christ Superstar, Rolle: Jüngers Simon
- 2014 Januar – April 2014 Musical Dinner Show, präsentiert von Musical Dinner Showacts (Solist)
- 2013 Schmidtparade – 25 Jahre Schmidt Theater Gala (Solist)
- März – Mai und Oktober – November 2013 Yakari – Freunde fürs Leben – Musical Rolle: Yakari (Titelrolle)
- 2012 Schlagersause – Schmidt Theater, Hamburg Rolle: Solist "Karamba" – Schmidt Theater, Hamburg Rolle: Solist Rhythm of Life – Absolventenpräsentation, Hamburg School of Entertainment  Rolle: Solist
- 2011 Vocal Ensemble – Hamburg School Of Entertainment Rolle: Solist und Choreograph (Uraufführung des Musicals Morgen war noch) in Kooperation mit der staatlichen Jugendmusikschule Hamburg Ensemble "Take Off With Us", Hamburg School Of Entertainment Rolle: Theo "Der Bürger als Edelmann" Moliére, Hamburg School of Entertainment Rolle: Cleonte
- 2010 Campiello (frei nach Goldoni) Rolle: Cavaliere Astolfi
- 2009 Bert Kaempfert Konzert (in Originalbesetzung), Solist im Chor
- 2008 Ensemble, Musical Jekyll & Hyde, Open Air Burgfestspiele Bad Vilbel
- 2007 Ensemble, Musical "JesusChristSuperstar", Open Air Burgfestspiele Bad Vilbel
- 2004 Ensemble, Musical Evita, Open Air Burgfestspiele Bad Vilbel
- 2003 Ensemble, Oper "Hänsel und Gretel", Taschenopercompany Ensemble, Musical "Evita", Open Air Burgfestspiele Bad Vilbel
- 2002 Ensemble, Oper "Carmen", Taschenopercompany (Solist)